# مارتن هندرسون (لاعب كرة قدم)
مارتن هندرسون (بالإنجليزية: Martin Henderson)‏ (3 مايو 1956 بكيركالدي في المملكة المتحدة - ) هو لاعب كرة قدم بريطاني في مركز الهجوم. لعب مع بورت فايل وليستر سيتي ونادي تشيسترفيلد ونادي رينجرز ونادي هيبرنيان وفيلادلفيا فيوري ‏ وسبالدينغ يونايتد ‏.

## وصلات خارجية
- مارتن هندرسون على موقع قاعدة بيانات كرة القدم.إي يو (الإنجليزية)